# 布霍維奇
49°43′46″N 23°8′1″E / 49.72944°N 23.13361°E
布霍維奇（烏克蘭語：Буховичі），是烏克蘭西部的村莊，隸屬利維夫州的亞沃里夫區。該村始建於1940年，面積2.06平方公里，海拔高度236米，2001年人口797，人口密度每平方公里387.46人。